# Xylophis
Genre
Xylophis est un genre de serpents de la famille des Pareidae. 

## Répartition
Les cinq espèces de ce genre sont endémiques d'Inde.

## Liste des espèces
Selon The Reptile Database (26 juillet 2025) :
- Xylophis captaini Gower & Winkler, 2007
- Xylophis deepaki NARAYANAN, MOHAPATRA, BALAN, DAS & GOWER, 2021
- Xylophis mosaicus DEEPAK, NARAYANAN, DAS, RAJKUMAR, EASA, SREEJITH & GOWER, 2020
- Xylophis perroteti (Duméril, Bibron & Duméril, 1854)
- Xylophis stenorhynchus (Günther, 1875)

## Étymologie
Gower et Winkler suggèrent, bien que Beddome n'est pas expliqué son choix, que le nom du genre Xylophis dérive du grec ancien ξύλον, xylon, « bois », et ὄϕις, ophis, « serpent », et fait référence à couleur de ces serpents ou au fait qu'on les trouve souvent dans le bois mort comme l'indique Beddome dans sa description de Xylophis indicus (synonyme de Xylophis stenorhynchus).

## Publication originale
- Beddome, 1878 : Description of a new genus of snakes of the family Calamaridae, from southern India. Proceedings of the Zoological Society of London, vol. 1878, p. 576 (texte intégral).